# La Sala (Sant Bartomeu del Grau)
La Sala és una masia de Sant Bartomeu del Grau (Osona) inclosa a l'Inventari del Patrimoni Arquitectònic de Catalunya.

## Descripció
Masia de dimensions mitjanes situada dalt d'una coma. L'edifici original és cobert amb teulada a dues vessants i conserva a la façana principal un portal dovellat.
Annexionat a la façana principal hi ha un cos formant una galeria amb tres pilars de pedra treballada. En una llinda que comunica els dos cossos hi ha la data de 1755.
Davant la casa hi ha una lliça coberta amb teules i al cantó dret quadres per bestiar. Més enllà una cabana i una era.

## Història
L'únic testimoni històric d'aquest casa ens ve donada per les diferents dates que trobem en llindes de portals i finestres.
A l'interior de la casa, en una llinda, hi ha la inscripció de "Josep Sala 1723", que sembla la data de reedificació. Successivament, i en el mateix segle, s'anà ampliant amb l'aixecament de nous cossos i elements segons les necessitats que anaven sorgint.